# Un militante, un voto
Un miembro, un voto o un militante, un voto  (UMUV), tal como se utiliza en la política parlamentaria del Reino Unido, Canadá y las provincias canadienses, es una propuesta para seleccionar a los líderes y/o determinar la política de un partido por el voto directo de sus afiliados. Tradicionalmente, esto se viene realizando mediante una convención del partido, el voto de los miembros del Parlamento, o algún tipo de colegio electoral. Los partidarios del UMUV afirman que mejora la práctica de la democracia, porque los ciudadanos afiliados a un partido podrán participar. Los detractores replican que permitir a los legos inmiscuirse en temas de gobierno no dará buenos resultados.

## España
En España ha habido varias propuestas en este sentido en el entorno del Partido Socialista Obrero Español en especial en su corriente de opinión Izquierda Socialista, si bien existen propuestas dentro del PSOE como la de Bases en Red que plantean ir más lejos, reivindicando Un ciudadano un Voto ya que delegar la elección de candidatos en los afiliados, podría dar lugar a sesgos debidos a relaciones de clientelismo, amistad o consanguinidad dentro de la agrupación local, algo relativamente sencillo a nivel municipal. Esto se debe a que en pueblos de cierta envergadura de población pero con escasa afiliación política a los partidos mayoritarios a nivel estatal, puede ser fácil hacerse con el control de dichos grupos ya que la relación entre la cuota de militante (con derecho a voto) y la del sueldo de un concejal puede estar en una relación de 1 a 700, lo que hace bastante rentable la financiación de cuotas a familiares y allegados por parte de los candidatos.